# Gramática generativa transformacional
Gramática transformacional es una expresión que designa al tipo de gramática generativa que utiliza reglas transformacionales u otros mecanismos para representar el desplazamiento de constituyentes y otros fenómenos del lenguaje natural. En particular, el término designa casi exclusivamente aquellas teorías que han sido desarrolladas en la tradición chomskiana. Este término es por lo regular sinónimo del más específico Gramática Generativa Transformacional.

## Generación de oraciones gramaticales
Una gramática generativa, en el sentido en que Noam Chomsky utiliza el término, es un sistema de reglas formalizado con precisión matemática que, sin necesidad de información ajena al sistema, genera las oraciones gramaticales de la lengua que describe o caracteriza y asigna a cada oración una descripción estructural o análisis gramatical. Todos los conceptos dados a conocer en esta definición de gramática "generativa" serán explicados y ejemplificados en esta sección. Las gramáticas generativas son de dos tipos: este artículo se ocupa principalmente del tipo conocido como gramática generativa transformacional (o simplemente transformacional). La gramática transformacional fue iniciada por Zellig S. Harris en el desarrollo de un trabajo sobre lo que denominó análisis del discurso (el análisis formal de la estructura del texto continuo). Fue perfeccionada por Chomsky, quien le dio, además, una base teórica diferente. 

### Gramática de Harris
Harris distinguió en el conjunto de las oraciones gramaticales de una lengua dada dos subconjuntos complementarios: oraciones nucleares (kernel sentences) y oraciones no nucleares (nonkernel sentences).

### Gramática chomskiana
El sistema de Chomsky de gramática transformacional, aunque desarrollado con las bases del trabajo de Harris, difiere de este en varios aspectos como el de
pe

## Contextualización de la teoría generativista chomskiana
El modelo innatista surgió en los años 50 como respuesta ante el empirismo, abogando principalmente por la capacidad humana para la adquisición del lenguaje. Esta idea proviene de la reflexión que realizó Chomsky acerca de la velocidad con la que los niños adquieren su lengua materna, infiriendo en que el motivo de ello, en vez de ser el aprendizaje, realmente se deba a un mecanismo humano innato. Propuso varios trabajos que proyectaban sus dos ideas principales: La Gramática Generativa y la Gramática Transformacional. En 1957 publicó su libro ”Estructuras Sintácticas”, que generó mucho debate y discusión por ser capaz de explicar únicamente ciertos aspectos del lenguaje, como la sintaxis, dejando fuera a otros como la fonología, morfología y semántica. Su primer modelo fue la “Primera Gramática Generativa”, que abarcaba conceptos como la “Teoría Estándar” o el “Modelo de Aspectos”, y ulteriormente la “Teoría Estándar Extendida”. Esta fue vigente desde mediados de la década de los años 50 hasta la de los 80. Después, se transformó en la ”Teoría de Principios y Parámetros” o de “Reacción y Ligamento”, la cual incluye el ”programa minimalista” y un enfoque naturalista, y cuyo modelo sigue siendo válido hasta la actualidad. De este modo, la Gramática Generativa ha ido cambiando y desarrollándose a lo largo del tiempo.
A su vez, la teoría generativista de Chomsky revolucionó la concepción que se tenía del lenguaje hasta el SXX. Aunque el estructuralismo de Ferdinand de Saussure sentó los pilares del estudio del lenguaje como objeto científico, no fue hasta la publicación de “Estructuras sintácticas” de Noam Chomsky en 1957 que se produjo una verdadera revolución científica. El generativismo chomskiano ocasionó un paso del estudio de las lenguas particulares del estructuralismo al de la capacidad del lenguaje; de índole psicológica y universal. A su vez, asumió el método hipotético-deductivo, generando un cambio abismal entre esta teoría y la anterior.

## Estructura profunda y estructura superficial
Durante los años cincuenta y sesenta del siglo XX, Noam Chomsky desarrolló el concepto de que cada oración tiene dos niveles distintos de representación: una Estructura Profunda y una Estructura Superficial. La estructura profunda era una representación directa de la información semántica de la oración, y estaba asociada con la estructura superficial (la que tiende a reproducir la forma fonológica de la oración) mediante transformaciones. Hay un malentendido muy extendido según el cual la estructura profunda se suponía idéntica en todas las lenguas naturales (para crear la Gramática Universal), sin embargo, no fue exactamente eso lo que Chomsky sugirió. Chomsky pensó que debería haber considerables similitudes entre la estructura profunda de distintas lenguas, y que esas estructuras revelarían propiedades comunes a todas las lenguas que estaban escondidas bajo la estructura superficial. Es discutible que la motivación para introducir las transformaciones era simplemente hacer gramáticas más (matemáticamente) poderosas, en lugar de explicar el origen de las variaciones sintácticas entre las lenguas. Aunque, para Chomsky, la capacidad de una teoría gramatical a la hora de generalizarse en su análisis de distintas lenguas es fundamental, algunas obras clave al inicio de la Gramática transformacional (por ejemplo, la obra de Chomsky Aspects of the Theory of Syntax 1965) hacen hincapié en el papel que juegan las transformaciones para obtener el nivel necesario de poder matemático en el componente sintáctico de una gramática, que, en su opinión, las gramáticas estructuralistas, populares en aquel momento, no ofrecían. Chomsky también recalca la importancia de los dispositivos aportados por la moderna matemática formal para el desarrollo de una teoría gramatical.

## Conceptos básicos
Aunque las transformaciones continúan siendo importantes para las teorías actuales defendidas por Chomsky, él ya no defiende la idea original de las estructuras profunda y superficial. En un principio, se introdujeron dos niveles adicionales de representación: la Forma Lógica (LF) y la Forma Fonética (PF); posteriormente, en los años noventa, Chomsky presentó un nuevo programa de estudio conocido como minimalismo, en el que la Estructura Profunda y la Estructura Superficial ya no encajaban, mientras que PF y LF permanecieron como los únicos niveles de representación.
Otro factor que dificulta aún más poder entender el desarrollo de las teorías de Chomsky es el hecho de que el significado de Estructura Profunda y Estructura Superficial ha variado con el correr del tiempo. Durante los años setenta, ambos se mencionaban simplemente como D-Structure y S-structure. El significado de D-structure se fue alejando cada vez más del inicial dado a la Estructura profunda durante los años sesenta. En concreto, la idea de que el significado de una oración dependía de la Estructura Profunda dejó de tener sentido cuando LF tomó su lugar. Al respecto, es conveniente remitirse a los textos de Chomsky en su juventud.

## Conocimiento lingüístico innato
Los términos tales como "transformación" pueden dar la impresión de que las teorías de la gramática generativa transformacional se entienden como un modelo de los procesos a través de los que la mente humana construye y entiende las oraciones. Chomsky opina que no es así: la gramática generativa modela tan solo el conocimiento que subyace en la capacidad humana de hablar y entender. Una de las principales ideas chomskianas es que la mayor parte de dicho conocimiento es innato y que todas las lenguas están compuestas a partir de una serie de principios, los que tan solo varían en ciertos parámetros (y por supuesto, el vocabulario). Por lo tanto, un bebé puede tener una gran expectativa acerca de la estructura del lenguaje en general, y solamente necesita deducir los valores de determinados parámetros para la(s) lengua(s) que esté aprendiendo. Chomsky no fue el primero en sugerir que todas las lenguas comparten determinados aspectos; él cita filósofos que habían postulado las mismas ideas hace varios siglos (por ejemplo: Platón, Descartes o Humboldt), ideas que no se habían integrado todavía a un proyecto científico. Chomsky formuló una teoría científica de lo innato, en respuesta al modelo dominante de entonces (el conductismo). Adicionalmente, diseñó un conjunto de propuestas técnicas bastante sofisticadas en relación con la estructura del lenguaje y, además, elaboró criterios fundamentales acerca de cómo debería evaluarse la calidad de una Teoría de la Gramática.
Chomsky llega incluso a afirmar que los bebés no necesitan aprender construcciones que sean específicas de cada lengua. Y el motivo de esta afirmación es que todas los idiomas parecen seguir el mismo patrón de reglas, lo que se conoce como Gramática Universal. Pero el efecto de estas reglas y la interacción entre ellas puede variar enormemente dependiendo de los valores de determinados parámetros lingüísticos universales (uso del lenguaje). Esta rotunda premisa es uno de los "estamentos", declaración establecida, en los que la Gramática Transformacional difiere de la mayor parte de las escuelas.

## Teorías gramaticales
Durante los años 60, Chomsky introdujo dos ideas centrales para la construcción y evaluación de teorías gramaticales. La primera era la distinción entre competencia y actuación lingüística. Chomsky se refiere a la evidencia de que las personas, cuando hablamos en la vida cotidiana, a menudo cometemos errores (por ejemplo, comenzar una oración y dejarla a medias). Estos errores en el uso lingüístico son irrelevantes para el estudio de la competencia lingüística, ya que la competencia es el conocimiento que permite al ser humano construir y entender oraciones.
La segunda idea que introdujo Chomsky estaba en relación con la evaluación de las teorías gramaticales. Chomsky distingue entre aquellas que consiguen una adecuación descriptiva y aquellas que van más allá y consiguen una adecuación explicativa. Las descriptivas definen el (infinito) conjunto de oraciones gramaticales en una lengua en particular, mientras que una gramática que logra una adecuación explicativa penetra en las propiedades universales de la lengua que resulta de las estructuras lingüísticas innatas que se hallan en la mente humana. Por lo tanto, si una gramática tiene una adecuación explicativa, debe ser capaz de explicar los matices de las distintas lenguas como relativamente pequeñas variaciones de los patrones universales del lenguaje. Chomsky decía que, aunque los lingüistas están aún bastante lejos de lograr gramáticas de adecuación descriptiva, para progresar en dicha descripción gramatical es imprescindible marcarse la adecuación explicativa como meta. En otras palabras, los matices reales de lenguas individuales pueden ser conocidos tan solo a través del estudio comparado de una amplia cantidad de lenguas.

## «Lenguaje-I» y «lenguaje-E»
En los años 1980, Chomsky propuso distinguir entre I-Language y E-Language. Distinción similar, pero no idéntica a la de competencia y uso de la lengua. El lenguaje-I en referencia al lenguaje interno, es el objeto de estudio de la teoría sintáctica, es la representación mental del conocimiento lingüístico que tiene un hablante nativo de una lengua, y es, por lo tanto, un aspecto mental. Desde esta perspectiva, casi toda la lingüística sería una rama de la Psicología. Lenguaje-E se refiere a muchas otras nociones de lo que es el lenguaje, por ejemplo: lenguaje como un ente de conocimiento o de hábitos de conducta compartidos por una comunidad. Chomsky expone que tales nociones de lo que es el lenguaje no son útiles para el estudio del conocimiento innato del lenguaje, tales como la competencia. Incluso aún pudiendo ser sensatos, intuitivos y útiles en otras áreas de estudio. La competencia tan solo se puede estudiar si se trata la lengua como objeto mental.

## Gramaticalidad
Chomsky contradijo los criterios hegemónicos durante el siglo XX sugiriendo que las nociones gramatical y no gramatical podrían definirse de forma útil y dotándolas de sentido. Un lingüista conductista radical diría que la lengua se puede estudiar tan solo con grabaciones o transcripciones de conversaciones reales. El rol del lingüista se centraría en la búsqueda de aspectos mediante el análisis de dicha conversación, pero no debería proponer hipótesis sobre el por qué de la existencia de dichos aspectos, tampoco debería etiquetar dichas expresiones como "gramaticales" o "no gramaticales". Chomsky sostiene que la intuición de un hablante nativo es suficiente para definir la gramaticalidad de una oración. O sea, que si a un hablante de español nativo le parece difícil o imposible entender una secuencia determinada de palabras en español, se puede decir que esa secuencia de palabras es no gramatical. Este concepto liberó a muchos lingüistas de estudiar la lengua mediante corpus de habla, ya que ahora se veía factible el estudio mediante oraciones ideales. Sin este cambio en la filosofía del estudio lingüístico, la construcción de gramáticas generativas hubiera sido prácticamente imposible, ya que son a menudo los aspectos oscuros y raramente usados de una lengua los que dan información clave para determinar su estructura, y dichos ejemplos son muy difíciles de encontrar en el uso cotidiano de la lengua.

## Minimalismo
El programa minimalista no guarda ninguna relación con el movimiento cultural y artístico minimalista.
Una parte significativa del estudio actual de la gramática transformacional está inspirado en el programa minimalista de Chomsky, descrito en su libro The Minimalist Program (1995). La nueva dirección del estudio envuelve la economía de la derivación y la economía de la representación que empezó a ser significativo en los años 1990, pero que todavía era un aspecto bastante periférico de la teoría de la Gramática Generativa Transformacional. La economía de la derivación es un principio que afirma que las transformaciones solo ocurren cuando son absolutamente necesarias para relacionar rasgos interpretativos con rasgos no interpretativos. Un ejemplo de un rasgo interpretativo es la inflexión en los nombres regulares en español para construir el plural. perros. La palabra perros tan solo puede usarse para referirse a varios perros, nunca en referencia a uno solo. De esta forma la inflexión contribuye al significado de la palabra haciéndolo interpretativo. Cuando la información que aparece en la inflexión verbal repite información que ya ha sido dicha por el sujeto, entonces a esa información se le considera no interpretativa. La economía de la representación es el principio que afirma que las estructuras gramaticales deben tener una razón por la cual se utilizan y existen. Por ejemplo, la estructura de una oración no debería ser más extensa o más compleja que lo requerido para cubrir las necesidades gramaticales, (este principio no gobierna en todos los casos). La descripción de ambos conceptos hecha en este artículo es bastante vaga, de hecho, la formulación precisa de dichos principios es una tarea de actual controversia entre distintos lingüistas.
Un aspecto adicional del pensamiento minimalista es la idea de que la derivación de estructuras sintácticas debería ser uniforme, lo cual quiere decir que las normas sintácticas no se deberían aplicar de manera arbitraria en un proceso derivativo. Por ese motivo la estructura profunda y la estructura superficial no son referentes en el estudio minimalista de teoría sintáctica.

## Representación matemática
En relación con el estudio matemático de la gramática, un rasgo significativo de las gramáticas transformacionales es que son más poderosas que las gramáticas libres de contexto. Esta idea fue formulada por Noam Chomsky en la Jerarquía de Chomsky. Actualmente parece haber consenso al afirmar que es imposible lograr la descripción de lenguas naturales mediante el uso de gramáticas libres de contexto, (al menos, si dicha descripción se basa en criterios chomskianos).

## Transformaciones
Algunas normas de la Gramática Generativa Transformacional son bastante sencillas, tales como:
- Núcleo al inicio del sintagma
  - comí una manzana sintagma verbal
  - "destrucción de la ciudad" sintagma nominal
  - "en el suelo" sintagma preposicional

- núcleo al final del sintagma.
  - "valientemente voy" sintagma verbal
  - "la grande y blanca casa" sintagma nominal

La mayoría de las lenguas suelen favorecer estas estructuras, aunque hay excepciones. El japonés es una lengua que tiende a colocar el núcleo sintáctico al final del sintagma, mientras que el inglés es una lengua que sitúa el núcleo normalmente al inicio del sintagma. Pocas lenguas siguen el ejemplo estructural del japonés.
Mientras que Chomsky y otros tantos lingüistas han abandonado muchos aspectos de la Gramática Generativa Transformacional, esta teoría continúa siendo aplicada en análisis sintáctico y en el estudio de la adquisición del lenguaje durante la infancia.

## Los argumentos innatistas principales
Chomsky afirma que al aprendizaje de una lengua se ve dificultado principalmente por la insuficiencia del estímulo. Se basa en el argumento de que el lenguaje es altamente creativo y que, consecuentemente, pueden generarse frases no escuchadas anteriormente, porque con una cantidad limitada de elementos lingüísticos pueden crearse infinitas oraciones. Según el generativista, este proceso no podría llevarse a cabo mediante la imitación o asociación(defendido por el conductismo), por lo que necesariamente proviene de una propiedad innata. Así, los estímulos ayudarían a los niños a adquirir la lengua materna, pero no podríamos deducirla solo mediante estos factores, sino que los principios abstractos del lenguaje se localizan en la Facultad del Lenguaje innata de los seres humanos, siendo esta la que posibilita la adquisición de ese lenguaje. 
De acuerdo a Chomsky, la Facultad del Lenguaje es un componente mental y lingüístico y transmitido genéticamente que permite a los niños la adquisición de un sistema lingüístico complejo rápidamente, siendo esta la idea principal de su teoría del lenguaje. De hecho, afirma que sin esta Facultad del Lenguaje no sería posible aprender una lengua materna en tan poco tiempo, generar y comprender oraciones nuevas o concebir las relaciones entre las distintas palabras de una oración.
En conclusión, el objetivo del estudio lingüístico de Chomsky es el descubrimiento de esos mecanismos de la Facultad del Lenguaje que posibilitan al hablante de una lengua generar y comprender sus estructuras gramaticales; por esa razón se conoce a su teoría como Gramática Generativa o Gramática Universal.

### Problema de la Pobreza de los Estímulos o Problema de Platón
Platón se pregunta: “¿Cómo es posible que un hablante niño tenga la capacidad de internalizar y adquirir una lengua particular de forma natural, teniendo en cuenta que los datos que adquiere de su entorno son pobres, pocos y no sistemáticos, pero sin embargo, en un periodo de tiempo similar, todos los niños adquieren la complejidad del conocimiento de una lengua y de este modo la pueden comprender y producir?”
Ante esto, Chomsky responde que es imposible que un niño aprenda su lengua materna en tan poco tiempo y con tan pocos elementos otorgados por su comunidad lingüística, por ende, lo que le permite adquirir esa lengua es su Facultad del Lenguaje Innato, la cual todos los humanos poseen biológica y genéticamente. Se trata de un sistema complejo localizado en nuestra mente-cerebro que posee la condición de innata porque nacemos con ella, por lo que se trata del estado inicial de la mente del hablante. Cuando esta comienza a recibir input del entorno, obtiene información sobre reglas particulares, de manera que se establece una Competencia lingüística y se adquiere la Lengua I(Interna, Individual, Indivisible).

### Problema de la Creatividad del Lenguaje o Problema de Descartes
Descartes se pregunta: “¿Por qué somos capaces de generar expresiones novedosas que no necesariamente hayamos conocido anteriormente?”
Chomsky replica que la capacidad del hablante para crear esas oraciones nuevas de una lengua en concreto sin haberlas escuchado previamente no puede deberse a la experiencia, sino que la razón de ello es su Mecanismo Activo, que se encuentra en la mente-cerebro de los humanos, les permite deducirlas y, en definitiva, es el conjunto finito de elementos que le permite generar infinitas oraciones. Esto es posible gracias es la capacidad creativa del hablante en la utilización de su lengua. De hecho, aunque la Gramática Generativa de Chomsky ha ido transformándose a lo largo del tiempo, lo que se ha mantenido constante es la característica de la creatividad del lenguaje, de manera que según él, la función del lingüista es buscar explicaciones sobre la capacidad del lenguaje para expresar infinitos pensamientos a partir de un mínimo de medios.

## Respuesta ante determinadas críticas
La principal crítica acerca de la teoría generativista de Chomsky es una malinterpretación basada en la creencia de que el autor niega la necesidad de la experiencia a la hora de aprender una lengua. Ante esto, Chomsky responde que la experiencia sí es requerida para el aprendizaje de una lengua, dado que a menos que existan ciertos estímulos lingüísticos o input de alguna lengua natural los principios innatos no permiten el desarrollo de esa Ejecución o Lengua E, y por lo tanto, no podría aprenderse la lengua.
Otro problema proviene de la postulación de Chomsky acerca de que el lenguaje es un órgano mental formado por ciertos principios lingüísticos y parámetros y que su desarrollo es similar al de otros sistemas biológicos innatos(por ejemplo, la vista). Las ciencias cognitivas malinterpretaron esta afirmación y entendieron que el generativismo comprendía la conducta lingüística como herencia genética. Sin embargo, Chomsky a lo que verdaderamente hace referencia es al innatismo de ciertos mecanismos de los componentes de la Facultad del Lenguaje, que es la que se encarga de adquirirlo, y afirma que la experiencia es asimismo necesaria. De esta manera, defiende la necesidad de ese órgano biológico innato, esto es, la Facultad del Lenguaje, para que ante determinados estímulos, podamos aprender y desarrollar el lenguaje.

### Manuales de sintaxis transformacional en inglés
Manual escrito por Santorini, Beatrice y Kroch en inglés sobre la sintaxis inglesa. Se encuentra en formato "html". Este otro manual es bastante más completo.
- The Sintax of Natural language

Citation: 
Santorini, Beatrice, and Anthony Kroch. 2000. 
The syntax of natural language: An online introduction using the Trees program. Muy completo y bastante didáctico.
- © 2000 Beatrice Santorini and Anthony Kroch (enlace roto disponible en Internet Archive; véase el historial, la primera versión y la última).

- Datos: Q1411840